# La clemenza di Tito (Metastasio)
La clemenza di Tito ist ein Opern-Libretto in drei Akten von Pietro Metastasio. Erstmals aufgeführt wurde es in der Vertonung von Antonio Caldara am 4. November 1734 zur Feier des Namenstags Kaiser Karls VI. in Wien. Eine spätere Fassung des Librettos trägt den Titel Tito Vespasiano. Mit ungefähr 50 Vertonungen gehört es zu Metastasios beliebtesten Werken.
Eine deutsche Übersetzung des Librettos von Johann Anton Koch erschien 1769 unter dem Namen Die Gütigkeit des Titus im zweiten Band seiner unvollendet gebliebenen Gesamtausgabe Des Herrn Abt Peter Metastasio Kayserl. Königl. Hofpoetens Dramatische Gedichte.

## Handlung

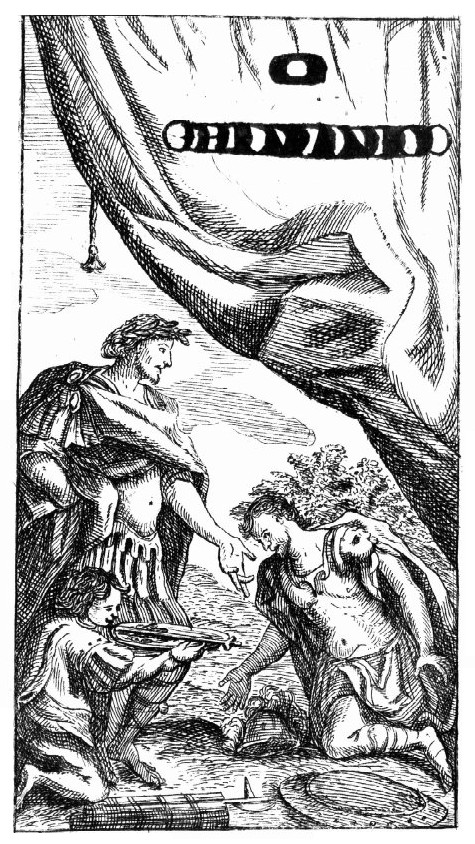
Bild aus dem Libretto, Musik von Leonardo Leo, Venedig 1735

Das Libretto handelt vom römischen Kaiser Titus, der seinem Vater Vespasian auf dem dem vorherigen Kaiser Vitellius entrissenen Thron nachgefolgt war.

„Nach dem einstimmigen Zeugniß beynahe aller Geschichtschreiber kannte das Alterthum keinen bessern und geliebtern Fürsten, als den Titus Vespasianus. Mit Bewunderung sah’ man in ihm die seltensten und liebenswürdigsten Gaben des Geistes und des Leibes vereinigt. Vorzüglich zeichnete er sich durch eine natürliche Neigung zur Güte und Sanftmuth aus, welche Eigenschaft ihm so sehr die allgemeine Liebe erwarb, daß er die Freude des Menschengeschlechts genannt wurde. Alles dieses konnte ihn jedoch nicht vor den Nachstellungen der Treulosigkeit sicher stellen. Es fanden sich, selbst unter seinen liebsten Freunden, Menschen, die des Gedankens fähig waren, ihn zu verrathen. Zwey junge Patricier, wovon er den einen zärtlich liebte, und täglich mit neuen Wohlthaten überhäufte, verschworen sich gegen ihn. Der Anschlag wurde entdeckt, die Schuldigen überwiesen, und durch einen Rathsschluß zum Tod verurtheilt. Allein der sanftmüthige Fürst begnügte sich, ihnen ihr Vergehen väterlich zu verweisen, und schenkte, mit einer seltenen Grosmuth, sowohl ihnen, als ihren Mitschuldigen, völlige Verzeihung.
Der Ort der Handlung ist derjenige Theil des Palatinischen Hügels, der an den öffentlichen Versammlungsplaz der Römer stößt.“

Die folgende Inhaltsangabe basiert auf dem Libretto der 1738 in Dresden aufgeführten Vertonung von Johann Adolph Hasse.

### Erster Akt
Die Gegend am Tiber

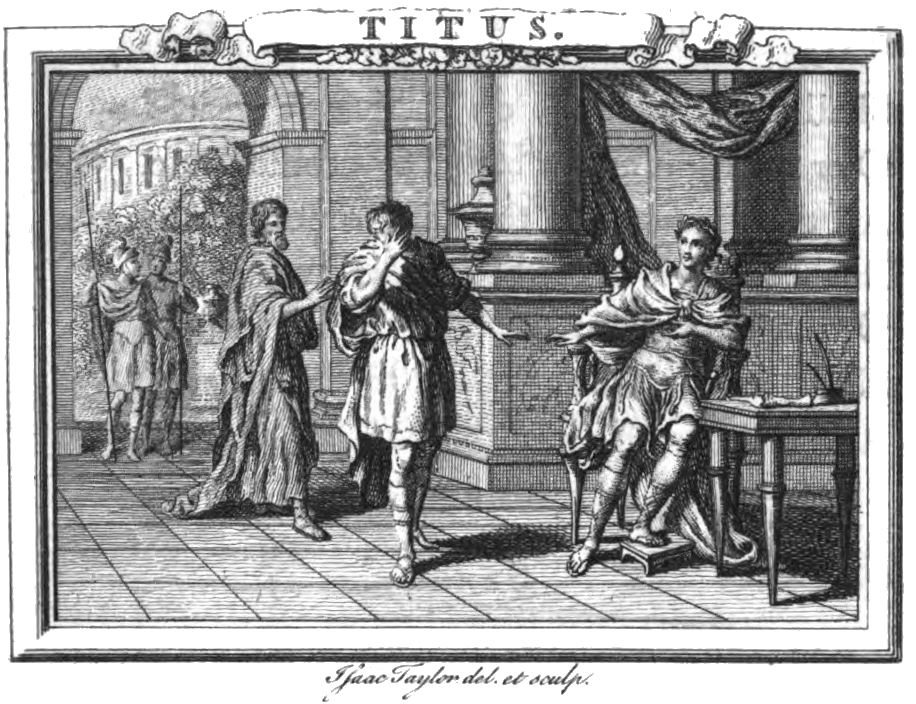
Bild aus der Textausgabe, London 1767

Vitellia, die Tochter des früheren Kaisers Vitellius ist der Ansicht, dass der römische Thron rechtmäßig ihr zusteht. Der gegenwärtige Kaiser Tito hat jedoch nicht die Absicht, sie zu heiraten, sondern zieht ihr mit Berenice sogar eine Ausländerin vor. Daher überredet sie ihren Verehrer Sesto, einen Freund Titos, am geplanten Aufstand teilzunehmen und darin eine führende Rolle zu übernehmen. Sesto willigt nur widerstrebend ein. Er hält Tito für unschuldig und großmütig, aber Vitellia kann er nichts abschlagen. Er befestigt das Zeichen der Aufrührer, ein rotes Band, an seinem Mantel.
Sestos Freund Annio kommt und teilt ihm mit, dass der Kaiser zur Freude des römischen Volks Berenice fortgeschickt habe. Annio liebt Sestos Schwester Servilia und wartet nur noch auf die Genehmigung des Kaisers, um sie heiraten zu können.
Vorhof des Jupiter Stator, bekannt wegen der Ratsversammlung
Dahinter ein Teil des römischen Markts, prachtvoll mit Triumphbogen, Pyramiden und Siegeszeichen geschmückt. Auf der Seite sieht man die Palatinische Brücke, einen großen Teil der heiligen Straße, den äußersten Teil des Kapitols und die dorthin führende prächtige Straße. Im Vorhof befinden sich Publius, die römischen Ratsherren und die Gesandten der eroberten Länder, die gekommen sind, um den jährlichen Tribut zu erlegen. Währenddessen kommt Titus in Begleitung einer Volksmenge vom Kapitol. Vor ihm gehen die Knechte. Es folgt die Leibwache.
Der Chor preist Tito als „Vater des Vaterlandes“ und möchte ihm einen Tempel weihen. Auch der Prätorianer-Hauptmann Publio und Annio stimmen ein. Tito lässt sich gerne als Vater bezeichnen, aber für göttergleich hält er sich nicht. Er bittet sie, das für den Tempel vorgesehene Geld für die Opfer des jüngsten Vesuv-Ausbruchs zu verwenden. Nachdem er die meisten Anwesenden fortgeschickt hat, teilt er Sesto und Annio mit, dass er sich eine Braut nehmen möchte, mit der auch die Römer einverstanden sind. Daher hat er sich für Sestos Schwester Servilia entschieden. Obwohl Sesto und Annio darüber erschrocken sind, erzählen sie ihm nichts von der Beziehung Servilias mit Annio. Tito bittet Annio, es ihr selbst mitzuteilen, was dieser auch tut. Servilia jedoch ist fest entschlossen, Annio treu zu bleiben.
Ein Lusthaus in der kaiserlichen Burg auf dem Palatin
Publio bringt Tito eine Liste von Leuten, die schlecht über frühere Kaiser geredet haben und deshalb bestraft werden sollen. Tito meint, dass diese Sitte endlich abgeschafft werden müsse. Auch als Publio auf eine Person hinweist, die Tito selbst beleidigt hat, findet er das nicht der Strafe wert. Das Gespräch wird von Servilia unterbrochen, die Tito etwas mitteilen möchte. Nachdem Publio gegangen ist, versichert Servilia Tito ihrer Dankbarkeit. Sie liebe allerdings bereits Annio. Tito ist froh, dass endlich jemand ehrlich zu ihm ist und will sie nun nicht mehr heiraten, sondern ihr ein väterlicher Freund sein. Sie solle allen sagen, dass er lieber schmerzhafte Wahrheiten höre als falsche Schmeicheleien.
Vitellia kommt zu Servilia, um ihr als zukünftiger Kaiserin zu huldigen. Servilia ist jedoch nicht gut auf sie zu sprechen und lässt sie links liegen. Vitellia ist beleidigt. Sie fühlt sich auch von Tito zurückgesetzt und freut sich auf ihre Rache. Sesto kommt zu ihr. Er hat zu ihrem Verdruss den Aufstand immer noch nicht begonnen. Auf ihr Drängen versichert er ihr, dass sie bald das Kapitol brennen sehen werde und er selbst Tito töten wolle. Nachdem er gegangen ist, kommt Publio und teilt Vitellia mit, dass Tito nun sie zur Braut ausersehen habe. Vitellias Traum kann also doch wahr werden. Um den Aufstand zu stoppen, bittet sie Publio, Sesto sofort zurückzuholen. Vitellia ist von Gefühlen überwältigt.

### Zweiter Akt
Galerien
Der Aufstand hat begonnen. Sesto ist prinzipiell bereit, teilzunehmen. Er hat aber schwere Gewissensbisse. Der Mitverschworene Lentulo hat bereits das Kapitol in Brand gesteckt. Sesto hofft trotzdem, Tito retten zu können, und macht sich auf den Weg, ihn zu suchen. Er wird jedoch von Annio aufgehalten. Auch Servilia und Publio kommen hinzu. Annio macht sich Sorgen um Sesto und will ihm helfen. Weil er Servilia aber nicht allein zurücklassen kann, bittet er Publio, auf sie zu achten. Publio wiederum bittet Servilia, in ihre Wohnung zu gehen, und gibt ihr eine Wache zum Schutz mit. Er selbst muss sich auf Befehl Titos auch um Vitellia kümmern. Publio lobt die Umsicht Titos, und Servilia sorgt sich um Annio.
Sesto berichtet Vitellia vom begonnenen Aufstand. Auch Tito sei bereits tot. Er selbst habe es aber nicht getan, sondern im Gegenteil versucht, ihm zu helfen. Ein anderer Verschwörer habe Tito hinterrücks erstochen und sei dann geflohen. Er habe dann den Dolch herausgezogen und dadurch seinen eigenen Mantel mit Blut befleckt. Vitellia zeigt sich jetzt empört, dass er an der Verschwörung teilgenommen hat. Sesto ist zutiefst verwirrt wegen ihres Sinneswandels. Vitellia jedoch fühlt sich schuldig am Tod Titos und am Verlust ihrer schon erhofften Macht als Kaiserin.
Sesto ist verzweifelt. Er zieht den Degen, um sich umzubringen. Da kommt Annio und ruft ihn zu Tito. Dieser war nie verletzt worden. Sesto hatte ihn mit jemand anderem verwechselt. Sesto ist erleichtert. Er wagt es aber nicht, zu Tito zu gehen, weil er selbst zu den Verschwörern gehörte. Stattdessen will er das Land verlassen. Annio weist darauf hin, dass das nicht nötig sei. Noch glauben alle, dass der Brand zufällig ausgebrochen sei. Sesto solle lieber zu Tito gehen und alles tun, um seine Taten wiedergutzumachen. Weil Sestos Mantel noch blutverschmiert ist, tauschen die beiden ihre Mäntel.
Mit Statuen geschmückte Galerie in einem Garten
Servilia erzählt Tito von der Verschwörung Lentulos und bittet um Vergebung für einen anderen Mitschworenen, der sich schon von der Gruppe losgesagt hat. Lentulo hatte nach der Brandstiftung bereits kaiserliche Kleidung angelegt und wurde irrtümlich von einem der Verschwörer getötet, weil dieser ihn für Tito gehalten hatte. Sie verrät Tito das Geheimzeichen der Aufrührer: ein rotes Band an der rechten Schulter des Mantels. Tito ist enttäuscht von den Römern, die ihn trotz all seiner Wohltaten zu hassen scheinen.
Sesto will Tito seine Teilnahme an der Verschwörung gestehen, aber Vitellia kommt rechtzeitig hinzu und verhindert es. Da kommt Annio mit Sestos Mantel und berichtet, dass das Feuer inzwischen gelöscht wurde. Inzwischen ist allgemein bekannt, dass es nicht zufällig ausgebrochen war. Als Tito das Zeichen der Verschwörer an seinem Mantel bemerkt, wird Annio für einen der Beteiligten gehalten. Weil er seinen Freund Sesto nicht in Gefahr bringen will, kann er das Missverständnis aber nicht aufklären. Sesto kann das nicht mit ansehen und fällt vor dem Kaiser auf die Füße. Aber bevor er etwas sagen kann, greift Vitellia ein und bittet Sesto im Namen Titos, ein gnädiges Urteil über Annio zu sprechen. Tito befiehlt, Annio zu verhören, möchte aber vor einem Urteil erst die Untersuchung abwarten. Servilia sagt sich von Annio los und will seine Erklärungen nicht anhören. Nachdem sie gegangen ist, bittet Annio Sesto um Hilfe. Er wolle gern für ihn ins Gefängnis gehen, aber es sei ihm unerträglich, die Geliebte zu verlieren.
Vitellia drängt Sesto zur Flucht. Weil sie ihm verspricht, sich für Annio einzusetzen, ist er nach einigem Zögern einverstanden. Es ist jedoch bereits zu spät. Lentulo hat überlebt und Sesto als Mitverschwörer angegeben. Publio kommt mit der Wache, um ihn zum Verhör abzuholen. Vitellia bedauert Sesto und fühlt sich hilflos.

### Dritter Akt
Verschlossenes Zimmer mit Türen, einem Stuhl und einem Tisch mit Schreibzeug
Tito wartet mit Publio auf das Ergebnis von Sestos Verhör. Er glaubt nicht an Sestos Schuld. Publio geht zum Rat. Annio kommt und fleht Tito um Gnade für Sesto an. Publio kommt mit dem Ergebnis des Verhörs zurück. Sesto hat gestanden, und der Rat hat ihn und die anderen Verschworenen zum öffentlichen Kampf mit wilden Tieren verurteilt. Tito soll nun das Urteil unterschreiben. Nachdem Publio und Annio gegangen sind, zögert Tito, das Todesurteil zu unterschreiben. Er lässt Sesto holen, um sich ein eigenes Bild zu machen. Als Tito ihn nach den Gründen für seinen Verrat fragt, bricht Sesto in Tränen aus und wirft sich zu seinen Füßen. Er ist sich aller Wohltaten Titos bewusst und bittet um seinen Tod. Da er es aber nicht über sich bringt, seine Geliebte Vitellia als Anstifterin anzugeben, kann er keine Gründe für sein Verhalten nennen. Tito ist empört und lässt ihn wieder abführen.
Tito ist verzweifelt, dass er keinen Grund findet, seinen Freund Sesto zu retten und dass er wie so viele seiner kaiserlichen Amtsvorgänger der Grausamkeit verfallen soll. Schließlich entscheidet er sich und zerreißt das Todesurteil. Der Verrat habe sich schließlich nur gegen ihn persönlich gerichtet. Die Welt möge ihm sein gutes Herz vorwerfen, aber sie solle ihn nicht der Grausamkeit bezichtigen.
Publio kommt zurück, um Tito zum Kampfplatz abzuholen. Bevor sie gehen, ruft Vitellia Publio zu sich. Er erzählt ihr vom Urteil des Rats, kennt aber nicht das Ergebnis von Sestos Gespräch mit dem Kaiser. Anschließend folgt er Tito. Vitellia geht davon aus, dass Sesto sie verraten hat, und macht sich Vorwürfe, die Wahrheit nicht selbst gestanden zu haben. Servilia kommt zu ihr und bittet sie, den Kaiser um Gnade anzuflehen, da sie schließlich als seine Braut großen Einfluss habe. Daraus entnimmt Vitellia, dass Sesto geschwiegen hat. Sie ist gerührt von seiner Treue und beschließt, selbst alles aufzudecken, um ihn zu retten.
Prachtvoller Platz mit Blick auf ein großes voll besetztes Amphitheater
Auf dem Kampfplatz sieht man schon die Gefangenen der Verschwörung, die zum Kampf mit den wilden Tieren verurteilt wurden. Titus erscheint. Vor ihm her gehen die Knechte. Er wird von Ratsherren und römischen Patriziern begleitet. Es folgt die Leibwache. Anschließend kommen Annius und Servilia von verschiedenen Seiten.
Der Chor preist das Glück, das Tito von den Göttern beschieden wurde. Sesto wird vor Tito geführt. Bevor dieser sein Urteil verkünden kann, wird er von Vitellia unterbrochen. Sie fällt vor ihm auf die Knie und bekennt sich selbst als Hauptschuldige der Verschwörung. Sie selbst habe Sesto zur Teilnahme verführt, und er habe lediglich aus Liebe zu ihr gehandelt. Sie hatte sich von Tito herabgesetzt gefühlt, weil er ihr zwei andere Frauen vorgezogen hatte. Tito befiehlt, Sesto, Lentolo und alle anderen freizulassen. Er kann Vitellia zwar nun nicht mehr heiraten, will aber auch keine andere Braut nehmen, sondern sich allein Rom widmen. Vitellia kann Sesto heiraten. Zum Abschluss der Oper besingt der Chor Tito als „Schoßkind“ der Götter: „Die Götter schützen die hier auf der Erden, Die ihnen ähnlich werden.“

## Geschichte
Zu den historischen Quellen der Handlung zählen das 66. Buch der Römischen Geschichte des Cassius Dio, das als Auszug des Johannes Xiphilinos überliefert ist, die Titus-Biographie in De vita Caesarum von Sueton, die Kapitel neun und zehn aus dem Liber de Caesaribus und das Kapitel 21 aus der Vita von Aurelius Victor sowie das elfte Buch der Annalen von Johannes Zonaras.
Das Thema der fürstlichen Großzügigkeit findet sich bereits in Pierre Corneilles Cinna von 1641.  Die Geschichte von Titus’ Beziehung zu Berenice wird in zwei 1670 erschienenen französischen Dramen behandelt: Bérénice von Jean Racine und Tite et Bérénice von Pierre Corneille. Vitellias Verhältnis zu Tito und Sesto hat Parallelen mit demjenigen der Hermione zu Pyrrhus und Orestes in Racines Tragödie Andromache von 1667.
Mit Johann Adolph Hasses erster Vertonung unter dem Namen Tito Vespasiano wurde 1735 das Teatro Pubblico in Pesaro eröffnet. Christoph Willibald Glucks Fassung von 1752 für Neapel erhielt Aufmerksamkeit für die Arie des Sesto Se mai senti wegen seiner allgemeinen Struktur, der selbstständigen Führung seiner obligaten Linien und dem Fehlen von Koloratur-Passagen. Diese Elemente weisen bereits auf die Arie der Iphigénie O malheureuse Iphigénie in seiner Iphigénie en Tauride von 1779 voraus. Auf Andrea Bernasconis 1768 für München geschriebene Version ist wegen der extensiven Nutzung von begleiteten Rezitativen und der reichhaltigen Orchesterbegleitung hinzuweisen. Die bekannteste Vertonung des Librettos stammt jedoch von Wolfgang Amadeus Mozart (siehe La clemenza di Tito). Er verwendete 1791 eine Bearbeitung von Caterino Mazzolà für die Krönungsfeierlichkeiten Kaiser Leopolds II. in Prag.

## Vertonungen
Folgende Komponisten legten dieses Libretto einer Oper zugrunde:
| Komponist                                                          | Uraufführung                                                                     | Aufführungsort | Anmerkungen |  |
| ------------------------------------------------------------------ | -------------------------------------------------------------------------------- | -------------- | --- |  |
| Antonio Caldara                                                    | 4. November 1734, Hoftheater                                                     | Wien           | zur Feier des Namenstags Kaiser Karls VI. |  |
| Leonardo Leo                                                       | 29. Januar 1735, Teatro San Giovanni Crisostomo                                  | Venedig        | auch am 15. April 1736 im Teatro Cocomero in Florenz |  |
| Johann Adolph Hasse                                                | 24. September 1735, Teatro Pubblico                                              | Pesaro         | erste Fassung als Tito Vespasiano, ovvero La clemenza di Tito, Auch im Juni 1736 in Vyškov; überarbeitet am 17. Januar 1738 im Hoftheater in Dresden als Die Gütigkeit des Titi; April 1738 im Teatro Filarmonico in Verona; am 8. Dezember 1745 im Oper am Gänsemarkt in Hamburg; Karneval 1773 erneut im Teatro Filarmonico in Verona |  |
| Pietro Vincenzo Chiocchetti                                        | 14. Januar 1736, Teatro Falcone                                                  | Genua          | |  |
| Francesco Peli                                                     | 29. Januar 1736, Hoftheater                                                      | München        | |  |
| Francesco Maria Veracini                                           | 12. April 1737, King’s Theatre am Haymarket                                      | London         | Libretto bearbeitet von A. M. Corri |  |
| Giovanni Francesco Maria Marchi                                    | 26. Dezember 1737, Teatro Regio Ducale                                           | Mailand        | |  |
| Giuseppe Arena                                                     | 26. Dezember 1738, Teatro Regio                                                  | Turin          | |  |
| anonym                                                             | Karneval 1742, Teatro Molza                                                      | Modena         | weitere Aufführungen anonymer Vertonungen oder Pasticci am 8. Februar 1754 im Teatro San Samuele in Venedig; Karneval 1755 im Teatro Carolino in Palermo; 1755 im Teatro de la Santa Cruz in Barcelona; am 20. Januar 1798 im Teatro della Pergola in Florenz                                                                           |  |
| Georg Christoph Wagenseil                                          | 15. Oktober 1746, Burgtheater                                                    | Wien           | |  |
| Francesco Corselli, Francesco Corradini und Giovanni Battista Mele | Karneval 1747, Real Teatro del Buen Retiro                                       | Madrid         | erster Akt von Corselli, zweiter Akt von Corradini, dritter Akt von Mele; Libretto übersetzt von Ignacio de Luzán y Suelves |  |
| Gennaro Manna                                                      | Karneval 1747                                                                    | Messina        | |  |
| Joseph Anton von Camerloher                                        | 18. Juli 1747, Hoftheater                                                        | München        | als Die Gütigkeit Des Titus |  |
| Carlo Luigi Grua                                                   | 1748, Hoftheater                                                                 | Mannheim       | |  |
| Antonio Gaetano Pampani                                            | 26. und 27. Februar 1748, Teatro San Cassiano                                    | Venedig        | |  |
| Davide Perez                                                       | 1749, Teatro San Carlo                                                           | Neapel         | |  |
| A. Correia                                                         | um 1750                                                                          |                | |  |
| Antonio Caputi                                                     | vermutlich in den 1750er Jahren                                                  |                | |  |
| Christoph Willibald Gluck                                          | 4. November 1752, Teatro San Carlo                                               | Neapel         | |  |
| Michelangelo Valentini                                             | 3. Januar 1753, Teatro Formagliari                                               | Bologna        | auch Karneval 1770 im Teatro Nazari in Cremona |  |
| Niccolò Jommelli                                                   | 30. August 1753, Herzogliches Theater                                            | Stuttgart      | erste Fassung |  |
| Andrea Adolfati                                                    | 15. Oktober 1753, Burgtheater                                                    | Wien           | im selben Jahr auch im Teatro Falcone in Genua |  |
| Antonio Maria Mazzoni                                              | 6. Juni 1755, Palazzo Ribeira / Ópera do Tejo                                    | Lissabon       | |  |
| Carlo Antonio Cristiani                                            | 1757                                                                             | Camerino       | |  |
| Vincenzo Legrenzio Ciampi                                          | Karneval 1757, Teatro San Moisè                                                  | Venedig        | auch zur Messe 1759 im Teatro Pubblico in Reggio nell’Emilia |  |
| Ignaz Holzbauer                                                    | 4. November 1757, Hoftheater                                                     | Mannheim       | Libretto bearbeitet von Mattia Verazi |  |
| Johann Adolph Hasse                                                | 20. Januar 1759                                                                  | Neapel         | zweite Fassung |  |
| Baldassare Galuppi                                                 | Karneval 1760, Teatro Regio                                                      | Turin          | |  |
| Gioacchino Cocchi                                                  | 15. Januar 1760, King’s Theatre am Haymarket                                     | London         | |  |
| Giuseppe Scarlatti                                                 | 23. Januar 1760, Teatro San Benedetto                                            | Venedig        | |  |
| Niccolò Jommelli                                                   | 6. Januar 1765, Schlosstheater                                                   | Ludwigsburg    | zweite Fassung; am 6. Juni 1771 überarbeitet von João Cordeiro da Silva in Lissabon; am 11. Februar 1786 im Hoftheater in Stuttgart als Die Sanftmut des Titus |  |
| Carlo Franchi                                                      | 1766, Teatro Argentina                                                           | Rom            | |  |
| Ignazio Platania                                                   | 27. Dezember 1766, Teatro Regio Ducale                                           | Mailand        | |  |
| Andrea Bernasconi                                                  | Karneval 1768, Hoftheater                                                        | München        | als Die Gütigkeit des Titus |  |
| Pasquale Anfossi                                                   | 24. Januar 1769, Teatro Argentina                                                | Rom            | auch am 30. Mai 1772 im Teatro San Carlo in Neapel |  |
| Johann Gottlieb Naumann                                            | 1. Februar 1769, Kleines Kurfürstliches Hoftheater oder Grande Elettorale Teatro | Dresden        | |  |
| Giuseppe Sarti                                                     | Juni 1771, Teatro degli Obizzi                                                   | Padua          | |  |
| Josef Mysliveček                                                   | 26. Dezember 1773, Teatro San Benedetto                                          | Venedig        | |  |
| Anton Adam Bachschmid                                              | 1776, Hof von Raymund Anton von Strasoldo                                        | Eichstätt      | |  |
| Luigi Guido Beltrami                                               | 1779, Collegio Vescovile                                                         | Verona         | |  |
| David August von Apell                                             | 1787, Kurfürstliches Hoftheater                                                  | Kassel         | |  |
| Luciano Xavier Santos                                              | vermutlich in den 1780er-Jahren                                                  |                | Dramma per musica in zwei Akten, Zuschreibung unsicher |  |
| Wolfgang Amadeus Mozart → La clemenza di Tito                      | 6. September 1791, Gräflich Nostitzsches Nationaltheater                         | Prag           | Libretto bearbeitet von Caterino Mazzolà; auch am 13. Mai 1809 im Teatro San Carlo in Neapel; Karneval 1816–1817 im Teatro Re in Mailand; am 26. Dezember 1818 im Teatro alla Scala in Mailand |  |
| Giuseppe Nicolini                                                  | Sommer 1797, Teatro degli Avvalorati                                             | Livorno        | |  |
| Bernardo Ottani                                                    | 26. Dezember 1797, Teatro Regio                                                  | Turin          | |  |
| Antonio Del Fante                                                  | 26. Dezember 1802, Teatro della Pergola                                          | Florenz        | Libretto bearbeitet von Gaetano Rossi |  |

## Aufnahmen und Aufführungen in neuerer Zeit
- Antonio Caldara:
  - 2003/2004: Aufführung in der Chiesa San Pietro in Tuscania und CD. Orchestra della Stagione Armonica, Leitung: Sergio Balestracci. Sänger: Mya Fracassini (Tito), Ornella Pratesi (Vitellia), Eleonora Contucci (Sesto), Patrizia Zanardi (Annio), Lucrezia Raffaeli (Servilia), Aurio Tomicich (Publio).[4]
- Baldassare Galuppi:
  - 2007/2008: CD. Savaria Baroque Orchestra, Leitung: Fabio Pirona. Sänger: Zoltán Megyesi (Titus), Mónika González (Vitellia), Zita Váradi (Servilia), Barnabás Hegyi (Annius), Andrea Meláth (Sextus), Tamás Kóbor (Publius).[41]
- Christoph Willibald Gluck:
  - 2014: CD. L’Arte del Mondo, Leitung: Werner Ehrhardt. Sänger: Rainer Trost (Tito), Laura Aikin (Vitellia), Arantza Ezenarro (Servilia), Raffaella Milanesi (Sesto), Valer Sabadus (Annio), Flavio Ferri-Benedetti (Publio).[61]
  - 9. Mai 2024: konzertante Aufführung mit gesprochenen Zwischentexten anstelle der Rezitative im Markgräflichen Opernhaus Bayreuth im Rahmen der Gluckfestspiele Bayreuth und Radiosendung auf Deutschlandfunk Kultur. Sänger: Aco Bišćević (Tito), Vanessa Waldhart (Vitellia), Robyn Allegra Parton (Servilia), Maria Hegele (Annio), Bruno de Sá (Sesto), Hannah-Theres Weigl (Publio).[62]
- Wolfgang Amadeus Mozart.
  - Viele Aufführungen und Aufnahmen

## Digitalisate
1. ↑  Johann Anton Koch: Des Herrn Abt Peter Metastasio Kayserl. Königl. Hofpoetens Dramatische Gedichte, aus dem Italiänischen übersetzt. Zweiter Band. Krauß, Frankfurt und Leipzig 1769 als Digitalisat beim Münchener Digitalisierungszentrum.
2. ↑  Libretto (italienisch/deutsch) der Oper von Niccolò Jommelli, Stuttgart 1786 als Digitalisat beim Münchener Digitalisierungszentrum.
3. 1 2  Libretto (deutsch) der Oper von Johann Adolph Hasse, Dresden 1738 als Digitalisat beim Münchener Digitalisierungszentrum.
4. ↑  Libretto (italienisch) der Oper von Antonio Caldara, Wien 1734 als Digitalisat der Library of Congress.
5. ↑  Libretto (italienisch)  der Oper von Leonardo Leo, Venedig 1735. Digitalisat im Corago-Informationssystem der Universität Bologna.
6. ↑  Libretto (italienisch)  der Oper von Johann Adolf Hasse, Pesaro 1735. Digitalisat im Corago-Informationssystem der Universität Bologna.
7. ↑  Libretto (italienisch) der Oper von Pietro Vincenzo Chiocchetti, Genua 1736 als Digitalisat im Internet Archive.
8. ↑  Libretto (italienisch) der Oper von Francesco Peli, München 1736 als Digitalisat beim Münchener Digitalisierungszentrum.
9. ↑  Libretto (italienisch)  der Oper von Giovanni Francesco Maria Marchi, Mailand 1737. Digitalisat im Corago-Informationssystem der Universität Bologna.
10. ↑  Libretto (italienisch)  der Oper von Giuseppe Arena, Turin 1739. Digitalisat im Corago-Informationssystem der Universität Bologna.
11. ↑  Libretto (italienisch)  der Oper von anonym, Modena 1742. Digitalisat im Corago-Informationssystem der Universität Bologna.
12. ↑  Libretto (italienisch)  der Oper von anonym, Venedig 1754. Digitalisat im Corago-Informationssystem der Universität Bologna.
13. ↑  Libretto (italienisch/spanisch) der anonymen Oper, Barcelona 1755 als Digitalisat bei Google Books.
14. ↑  Libretto (italienisch/spanisch) der Oper von Corselli, Corradini und Mele, Madrid 1747 als Digitalisat im Internet Archive.
15. ↑  Libretto (italienisch/deutsch) der Oper von Joseph Anton Camerloher, München 1747 als Digitalisat beim Münchener Digitalisierungszentrum.
16. ↑  Libretto (italienisch/deutsch) der Oper von Carlo Luigi Grua, Mannheim 1748 als Digitalisat beim Münchener Digitalisierungszentrum.
17. ↑  Libretto (italienisch) der Oper von Antonio Gaetano Pampani, Venedig 1748 als Digitalisat im Museo internazionale e biblioteca della musica di Bologna.
18. ↑  Libretto (italienisch) der Oper von Michelangelo Valentini, Bologna 1753 als Digitalisat im Museo internazionale e biblioteca della musica di Bologna.
19. ↑  Libretto (italienisch)  der Oper von Antonio Maria Mazzoni, Lissabon 1755. Digitalisat im Corago-Informationssystem der Universität Bologna.
20. ↑  Libretto (italienisch)  der Oper von Vincenzo Legrenzio Ciampi, Venedig 1757. Digitalisat im Corago-Informationssystem der Universität Bologna.
21. ↑  Libretto (italienisch)  der Oper von Giuseppe Scarlatti, Venedig 1760. Digitalisat im Corago-Informationssystem der Universität Bologna.
22. ↑  Libretto (italienisch) der Oper von Ignazio Platania, Mailand 1767 als Digitalisat im Museo internazionale e biblioteca della musica di Bologna.
23. ↑  Libretto (italienisch/deutsch) der Oper von Andrea Bernasconi, München 1768 als Digitalisat beim Münchener Digitalisierungszentrum.
24. ↑  Partitur der Oper von Andrea Bernasconi, ca. 1768 als Digitalisat beim Münchener Digitalisierungszentrum.
25. ↑  Libretto (italienisch) der Oper von Pasquale Anfossi, Rom 1769 als Digitalisat im Museo internazionale e biblioteca della musica di Bologna.
26. ↑  Libretto (italienisch) der Oper von Wolfgang Amadeus Mozart, Prag 1791 als Digitalisat bei der Staatsbibliothek zu Berlin.
27. ↑  Libretto (deutsch) der Oper von Wolfgang Amadeus Mozart, Wien 1811 als Digitalisat beim Münchener Digitalisierungszentrum.
28. ↑  Libretto (italienisch/englisch) der Oper von Wolfgang Amadeus Mozart, London 1813 als Digitalisat bei der Universitäts- und Landesbibliothek Bonn.
29. ↑  Libretto (italienisch) der Oper von Bernardo Ottani, Turin 1798 als Digitalisat beim Münchener Digitalisierungszentrum.
30. ↑  Libretto (italienisch) der Oper von Antonio Del Fonte, Florenz 1803 als Digitalisat im Museo internazionale e biblioteca della musica di Bologna.